# Кривая Арми—Рана

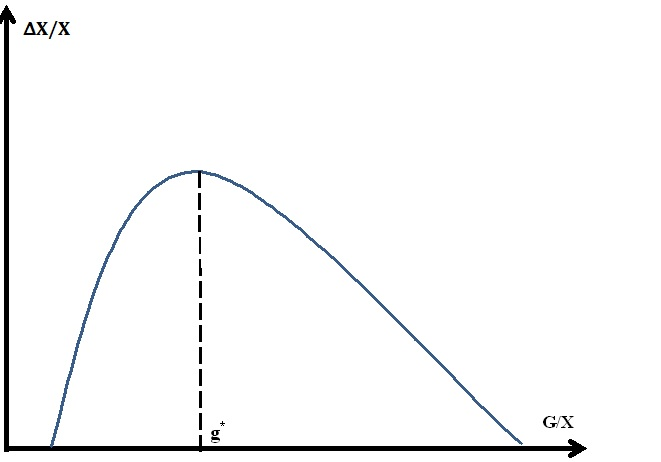
Кривая Арми-Рана

Кривая Арми—Рана (англ. Armey-Rahn curve, BARS curve, Rahn curve) — зависимость роста доли государственных расходов в ВВП к ускорению роста ВВП, а после достижения точки оптимальности (точки Скалли) — к его торможению. Зависимость предложена в работах Робертом Барро в 1993 году, Ричардом Арми в 1995 году, Ричардом Рана в 1996 году и Джеральдом Скалли в 1994 году.

## История
Зависимость предложена в работах Робертом Барро в 1993 году, Ричардом Арми в 1995 году, Ричардом Рана в 1996 году и Джеральдом Скалли в 1994 году.

## Сущность зависимости
Кривая Арми—Рана как зависимость роста доли государственных расходов в ВВП к ускорению роста ВВП, а после достижения точки оптимальности (точки Скалли) — к его торможению.
На рисунке «Кривая Арми-Рана» доля государственных расходов в ВВП ({\displaystyle g=G/X}) растёт вместе с темпом экономического роста страны ({\displaystyle \Delta X/X}) до точки Скалли — {\displaystyle g^{*}} (максимальный рост), а затем снижается.

## Критика
В научной среде долгое время идут дискуссии о том, какой уровень доли государственных расходов следует считать предельно допустимым. Так, американский экономист Дж. Скалли определяет в своей работе оптимальный размер государственного сектора для США в районе 23 % ВВП, в то время как в США в 2003 году доля госрасходов в ВВП составляла 35,7 %, а в ЕС 47,6 %.
Однако, критики отмечают, что построение кривой Арми-Рана представляет определённые сложности, а сами значения точки Скалли несут ограничения:
- в каждой стране действуют свои режимы бюджетных политик, которые порождают свои индивидуальные оптимальные точки;
- показатель доли государственных расходов в ВВП не является однозначным (иногда оцениваются лишь расходы федерального правительства, иногда — суммарные расходы государства, включая расходы региональных и муниципальных властей);
- рост государственных расходов часто сопряжён с ростом бюджетного дефицита, который в свою очередь ведёт к росту ставки рефинансирования и охлаждению деловой активности (что требует строгого ограничения роста государственных расходов);
- показатель доли государственных расходов в ВВП не учитывает структуру производимых бюджетных затрат (различные статьи бюджетных выплат имеют разную эффективность в качестве отдачи государственных вложений и стимулирующего (мультипликативного) эффекта на экономику в целом).

Таким образом, применение на практике кривой Арми-Рана довольно ограничено, а все количественные оценки требуют жёсткой интерпретации.